# Herbert Hauptman
Herbert Aaron Hauptman (ur. 14 lutego 1917 w Nowym Jorku, zm. 23 października 2011 w Buffalo) – amerykański matematyk i chemik, profesor biofizyki i nauk informatycznych na Nowojorskim Uniwersytecie Stanowym w Buffalo, laureat Nagrody Nobla w dziedzinie chemii w roku 1985, wspólnie z Jeromem Karle.

## Życiorys
Syn Israela Hauptmana i Leah Rosenfeld. Ukończył Columbia University w roku 1939. Wprowadził i rozwinął metody matematyczne, które stały się podstawą rentgenograficznej analizy strukturalnej i umożliwiły przewidywanie struktury molekularnej kryształów.
Wyróżniony sześcioma doktoratami honoris causa (w tym tytułem doktora HC Politechniki Łódzkiej, 1992) oraz wieloma innymi nagrodami i medalami, m.in. nagrodą im. A.L. Pattersona. Pełnił funkcję prezesa Medical Foundation of Buffalo (USA).